# Joel Zito Araújo
Joelzito Almeida de Araújo (Nanuque, 10 de novembro de 1954), mais conhecido como Joel Zito Araújo, é um cineasta e pesquisador brasileiro. É doutor em Ciências da comunicação pela Escola de Comunicações e Artes da Universidade de São Paulo (ECA/USP) e concluiu o pós-doutorado no departamento de rádio, TV e cinema e no departamento de antropologia da Universidade do Texas, em Austin, nos Estados Unidos.

## Biografia
Dirigiu documentários de curta e média-metragem tematizando o negro na sociedade brasileira, dentre os quais destacam-se São Paulo abraça Mandela (1991), Retrato em preto e branco (1993), Ondas brancas nas pupilas pretas (1995) e A exceção e a regra (1997). Em 1999, finalizou seu primeiro longa para a televisão, o documentário O efêmero estado União de Jeová, sobre Udelino de Matos, um homem que, nos anos 1950, tentou formar um estado camponês com a população de maioria negra no norte do Espírito Santo. Dois anos depois, lançou A negação do Brasil, sobre a trajetória do personagem negro nas novelas brasileiras, com impressionante trabalho de pesquisa que deu origem a um livro homônimo. Foi escolhido melhor filme brasileiro do É Tudo Verdade daquele ano, tendo sido também selecionado pra vários festivais pelo mundo, entre eles o festival de cinema latino de Madri e o festival de documentários do Porto. 
Em 2004, finalizou seu primeiro longa-metragem de ficção, As Filhas do Vento, que ganhou oito prêmios no Festival de Gramado, entre eles: melhor filme segundo a crítica, melhor diretor, ator e atriz. Na Mostra de Cinema de Tiradentes, foi escolhido melhor filme pelo público e participou ainda de festivais na Índia, na França, na África do Sul, em Burkina Faso e em Camarões. Em 2009, lançou o documentário Cinderelas, lobos e um príncipe encantado.
Em 2013 lançou o documentário "Raça", dividindo a direção com a vencedora do Oscar, Megan Mylan, dentro da temática do negro na sociedade brasileira. Em janeiro de 2019 lançou o seu último filme "Meu Amigo Fela" sobre o músico Fela Kuti no Festival de Roterdã. Atualmente prepara o seu novo longa-metragem de ficção "O Pai da Rita". Em maio de 2022, assina a direção da série documental "PCC: Poder Secreto", exibido na HBO Max.
Atualmente vive entre Brasil e Cabo Verde, com sua esposa São Graça (de nacionalidade cabo-verdiana/portuguesa).

## Filmografia

### Diretor
- 2022 - PCC: Poder Secreto[5]
- 2022 - O Pai da Rita[6]
- 2019 - Meu Amigo Fela (My Friend Fela).
- 2013 - Raça.
- 2009 - Cinderelas, Lobos e um Príncipe Encantado
- 2004 - As Filhas do Vento[7]
- 2003 - Vista A Minha Pele (curtametragem)
- 2000 - A Negação do Brasil
- 1999 - O Efêmero Estado União de Jeová (tv)
- 1997 - A Exceção e a Regra (médiametragem)
- 1995 - Ondas Brancas nas Pupilas Negras (médiametragem)
- 1994 - Eu, Mulher Negra (médiametragem)
- 1993 - Retrato em Preto e Branco (médiametragem)
- 1991 - Almerinda, Uma Mulher de Trinta (médiametragem)
- 1991 - São Paulo abraça Mandela (médiametragem)
- 1990 - Alma Negra da Cidade (médiametragem)
- 1989 - Memórias de Classe (médiametragem)

## Prêmios
- Com Memórias de Classe, Prêmio de melhor roteiro – Festival Ford/Anpocs, Rio de Janeiro - 1989.
- Por Almerinda, Uma Mulher de Trinta, Prêmio de melhor documentário sobre memória nacional do Festival Guarnicê de Cinema do Maranhão, 1992.
- Roteiro premiado pelo Concurso Nacional de Documentários do Ministério da Cultura de 1999, por A Negação do Brasil.
- Prêmio Melhor Filme da Competição Brasileira do 6o. Festival Internacional de Documentários – É Tudo Verdade (São Paulo/RJ) – 2001, por A Negação do Brasil.
- Prêmio Melhor Pesquisa do 6o. Festival Internacional de Documentários – É Tudo Verdade (São Paulo/RJ) - 2001, por A Negação do Brasil.
- Prêmio Quanta para o melhor documentário brasileiro - – É Tudo Verdade (São Paulo/RJ) – 2001, por A Negação do Brasil.
- Prêmio “Gilberto Freire de Cinema” no 5o. Festival de Cinema do Recife – 2001, por A Negação do Brasil.
- Prêmio “Melhor Roteiro de Longa Documentário” no 5o. Festival de Cinema do Recife – 2001, por A Negação do Brasil.
- Filhas do Vento foi vencedor de 8 kikitos em 6 categorias no Festival de Cinema de Gramado (agosto/2004)Kikito para o Melhor Filme escolhido pela crítica; Kikito para o Melhor Diretor – Joel Zito Araújo; Kikito para o Melhor Ator – Milton Gonçalves; 02 Kikitos para Melhor Atriz – Ruth de Souza e Lea Garcia; Kikito de Melhor Ator Coadjuvante – Rocco Pitanga; 02 Kikitos de Melhor Atriz Coadjuvante – Taís Araújo e Thalma de Freitas.
- Vencedor do 8ª Mostra de Cinema de Tiradentes, MG – 2005. - Melhor Filme pelo júri popular, por Filhas do Vento.
- Vencedor do Paratycine – 2º. Festival de Cinema de Paraty, RJ – 2005. - Melhor Roteiro, por Filhas do Vento.
- Vencedor do Festival de Cinema de Macapá, 2005. Melhor ator e melhor atriz, por Filhas do Vento.
- Recebeu menção honrosa com o filme Cinderelas, Lobos e um Príncipe Encantado no FIC - X Festival Internacional de Cinema de Brasília. Novembro 2008
- Prêmios: Melhor filme e Melhor Diretor de longa-metragem, votação do público, na 9ª edição do Festival Iberoamericano de Cinema de Sergipe (Curta-SE 9)com o filme Cinderelas, lobos e um príncipe encantado.
- Prêmios: Melhor Documentário (votação do público) e Menção Honrosa do Júri do VII Mostra Vidas na Tela – Natal. 2009, com o filme Cinderelas, lobos e um príncipe encantado.
- Prêmios: Melhor Longa-metragem e Melhor Documentário do III Bahia Afro Film Festival, Maio/2010., com o filme Cinderelas, lobos e um príncipe encantado. 
- Prêmios: Paul Robenson, melhor filme da Diáspora Africana. FESPACO  2019/Burkina Faso, com o filme Meu Amigo Fela. 
- Prêmios: Especial do Júri Internacional do Festival É Tudo Verdade 2019do É Tudo Verdade/It’s all True 2019.  Brasil, com o filme Meu Amigo Fela.
- Prêmios: de melhor documentário do the 23rd edition of Ecrans Noirs film festival, Camarões. Julho/19, com o filme Meu Amigo Fela.

## Trabalhos
- Cineasta, escritor, professor, diretor e roteirista de filmes, vídeos educacionais e institucionais, programas e campanhas eleitorais de TV. Criador e diretor dos filmes A Negação do Brasil, Filhas do Vento & Cinderelas, Lobos e um Príncipe Encantado.
- Publicou o livro A Negação do Brasil: o negro na telenovela brasileira, pela Editora Senac, e vários artigos sobre a mídia e a questão racial brasileira. Entre eles:
- 1. Mídia e produções de subjetividade: questões do racismo – In: Mídia e Psicologia: produção de subjetividade e coletividade/Conselho Federal de Psicologia. – Brasília: Conselho Federal de Psicologia, 2009.
- 2. O Negro na Telenovela Brasileira: Uma Síntese. The Afro-Brazilian mind: contemporary Afro-Brazilian literary and cultural criticism. Pgs 257-270. Africa World Press, Inc. Trenton, NJ. 2007.
- 3. Le noir dans les feuilletons televises. In: Cinémas d’amérique latine – Revue annuelle de l’Association Rencontres Cinemas d’Amerique Latine de Tolouse-França(ARCAL). - no. 15. pags 17-27. 2007
- 4. A Força de um desejo: a persistência da branquitude como padrão estético audiovisual. Revista USP, no. 69 – maio/junho/julho 2006.
- 5. As ameaçadoras bandeiras da negritude. Jornal O Globo, 29/05/2005. Rio de Janeiro.
- 6. 40 anos de servidão involuntária. Revista Carta Capital, no. 216, 20/11/2002.
- 7. A Estética do Racismo – In: Mídia e Racismo. Org. Silvia Ramos – Rio de Janeiro, Pallas, 2002.  –

- Professor Convidado do Departamento de Radio-TV-Film da University of Texas – Austin (agosto/2001 a junho/2002) e do Programa de Pós-Graduação em Comunicação da Universidade Anhembi-Morumbi, São Paulo (2000-2001).
- Coordenador pedagógico do Curso de Pós-Graduação Lato Sensu de Cinema em Cuiabá (Out/2006 a Out/2008). Universidade de Cuiabá e MISC – Museu de Imagem e do Som de Cuiabá.
- Curador e organizador de várias mostras de Cinema Negro no Brasil. Consultor e parceiro brasileiro do Festival “3 Continents Human Rights” da África do Sul. Co-organizador da Mostra Cinema Raízes Negras Latino-americanas na Caixa Econômica Federal RJ.
- Retrato em Preto e Branco (roteiro e direção) um documentário sobre a mídia e relações raciais no Brasil. Selecionado para vários festivais no exterior, entre eles: 1ère Muestra Europeenne de Videos Latino-Americaines, França / 1993. Chicago Latino Film Festival, 1994 nos EUA. IV Encontro Latino Americano de Vídeo, Peru, nov. 1993.
- A Exceção e a Regra (roteiro e direção) documentário sobre como o sistema jurídico brasileiro acolhe as vítimas de racismo, 1997. Selecionado para o Festival Nacional de Vídeo “Brasilidade”, organizado pela Cinemateca do MAM-RJ e Goethe-Institut - Rio de Janeiro.
- Ondas Brancas nas Pupilas Negras (roteiro, produção e direção). Documentário didático sobre imagem dos negros na mídia, 1995.
- Eu, Mulher Negra (roteiro e direção). Vídeo-documentário educativo sobre saúde da mulher negra para o CEBRAP – 1994.
- São Paulo abraça Mandela (roteiro, produção e direção). Documentário sobre a visita de Nelson Mandela à cidade de São Paulo - 1991.
- Alma Negra da Cidade (roteiro e direção). Documentário sobre a afirmação da comunidade negra no espaço urbano de São Paulo. Realizado para a TV Gazeta, em 1990.
- Vista a minha Pele (roteiro, produção e direção). Realizado para o projeto “Educar para a Igualdade Racial – Experiências de promoção da igualdade racial/étnica no ambiente escolar”. Uma parceira da UNICEF, Ministério da Justiça e a Ong paulista CEERT. 2003.
- Fez roteiro e direção de O Efêmero Estado União de Jeová. Documentário de longa-metragem para Televisão sobre o sonho messiânico de curta duração de Udelino de Matos, que tentou formar um estado camponês com a população de maioria negra do norte do Espírito Santo nos anos 50. Uma co-produção com a TV Gazeta (Rede Globo) do Espírito Santo. 1999. 62 min.
- Filhas do Vento (argumento, produção e direção), longa-metragem de ficção. Um dos seis roteiros premiados pelo Concurso de Longas de Ficção de Baixo-orçamento do Ministério da Cultura. Dez/2001.

### A Negação do Brasil
O documentário faz uma retrospectiva das telenovelas no Brasil, analisando os papéis destinados aos atores negros, concluindo que estes sempre representavam papéis coadjuvantes, estereotipados e submissos.
Tendo por ponto de partida sua memória e uma subsequente pesquisa, o filme serve de manifesto para que entendamos que se a identidade etno-cultural do negro foi negativamente moldada por essas telenovelas, elas podem ser alteradas para buscar uma imagem mais benéfica da posição que o negro ocupou, ocupa e ocupará em nossa sociedade.
Fruto de sua tese de doutorado de 1999 na Escola de Comunicação e Artes da Universidade de São Paulo (ECA/USP), lançada em livro no ano seguinte, o diretor analisa a produção telenovélica de 1963 a 1997, com comentários dos atores e atrizes que atuaram nesse período, com relatos profissionais sobre a profissão de ator à época.""